# Alcantarilla
Alcantarilla – gmina w Hiszpanii, w prowincji Murcja, w Murcji, o powierzchni 16,24 km². W 2011 roku gmina liczyła 41 381 mieszkańców.